# Mario Migliorini
Mario Migliorini (Colle di Val d'Elsa (Siena, Italia), 15 settembre 1903 – Überlingen (Baden-Württemberg, Germania), 2 marzo 1945) è stato un partigiano italiano.
Fu deportato e ucciso nel lager di  Überlingen.

## Biografia
Di professione vetraio, Mario Migliorini, entra a 17 anni nella Gioventù socialista. È militante nella Guardia Rossa di Empoli e passa al Partito Comunista, dopo che Spartaco Lavagnini porta buona parte del partito socialista, soprattutto le sezioni giovanili, ad aderire del neonato Partito Comunista d'Italia. Spartaco Lavagnini sarà nell'immediato seguito trucidato dagli squadristi e il suo nome sarà poi dato ad un'efficiente brigata partigiana comunista della Resistenza in cui combatterà anche il marchese Gianluca Spinola assieme all'attendente ed all'autoblindo portata con loro dopo l'8 settembre 1943.
Migliorini diviene nel 1921 un organizzatore del Partito Comunista d'Italia nell'Empolese. Nel 1926, per sfuggire ai fascisti, dopo ripetuti arresti si sposta a Milano e poi ripara in Francia, sottraendosi al processo che doveva subire dal tribunale speciale fascista, nel 1928, dove era coimputato con parecchi antifascisti della zona di Firenze.
Rientra in Italia, a Palermo, per svolgere il lavoro clandestino di partito nel 1930 e viene arrestato e mandato al confino per 5 anni, ma per motivi vari torna però libero 8 anni dopo l'arresto. Torna in Francia, ma nel 1941 è di nuovo in Italia, dove viene di nuovo arrestato ed incarcerato.
Dopo la riacquisita libertà torna a Milano, dove nel 1942 viene assunto presso l'Istituto Farmacologico De Angeli, con sede in via Serio, luogo dove gli è dedicata una lapide.
Dopo l'armistizio inizia la lotta armata contro i fascisti. Migliorini è fra i principali organizzatori dei GAP locali. Il 16 agosto 1944 viene arrestato dalle SS, deportato prima a Bolzano, poi nel campo di Dachau e quindi internato e ucciso il 2 marzo 1945 nel lager di Überlingen.